# 低音管
，或稱巴松管，在中國大陸又稱大管。其意大利文Fagotto来源于乐器的形狀──一綑木材，是木管樂器中雙簧樂器家族的成員，自19世紀，低音管衍變成現在的樣子。它在管弦樂團和室內樂中一直扮演着重要的角色，音色獨特，低音域結實而有力，中音域及高音域如男中音歌聲般的音色。
自巴洛克時代起，巴松管已在樂團中佔有一席，不過常用作與低音弦樂器作齊奏，這情況直至古典樂派前期。

## 發展史
- 1539年意大利天主修道院院長阿弗蘭約把全長九英尺的長管體的雙簧樂器，改革為“U"形折叠式，并加置了三個鍵子，成為巴松管的雛形。
- 17世紀初早期巴松管的簧片並不能直接被演奏者控制，被置於一個金屬的小漏斗中，所以巴松管的音色不能人為的控制。因此，舍爾特采將這個漏斗去掉，從而徹底改革了巴松管的音色，創造出柔聲巴松管（Dulcian），這是巴松管發展史上的第一個飛躍。
- 1616年第一支倍低音管（也称低音巴松管，Contrabassoon）由樂器製造師H.什策伯創製成功。倍低音管的音域比巴松管低八度。爲了便於攜帶，能折叠成三段，因此構造比較簡單。
- 1624年巴松管作為一種獨立的樂器出現在樂器總譜中，是德國作曲家許茨在他的《聖歌》24首中（Psalm ⅩⅩⅣ）首次使用巴松管作為五種音高不同的樂器中的一個聲部。
- 1738年前後韋瓦第譜寫了許多巴松管協奏曲。他被認為是巴松管協奏曲的先驅者，在他的作品中，有效地運用了跳躍音程這一巴松管特有的性能，顯示出作者對巴松管有著深入的了解。
- 1774年當時定居薩爾茨堡的莫扎特創作出熱情洋溢的巴松管經典作品《降B大调巴松管协奏曲》。
- 1787年奧茲首創在巴松管翼型段上添加一個第七鍵（泛音鍵或稱八度鍵）來獲得高音區的音。
- 1813年卡尔·马利亚·冯·韦伯《F大调低音管协奏曲》在布拉格舉行的音樂會上首次演奏。
- 1843年阿爾門雷德和黑格爾共同研製出18鍵巴松管，使巴松管能演奏出四個八度的音域。
- 1847年法國巴松管演奏家亞庫特和特里博特以及樂器製造師波菲特的共同努力下，製造出帶有環鍵的二十二鍵巴松管。
- 1851年薩克斯管創制者、比利時人阿道夫·薩克斯取得一項孔距規則的二十四鍵金屬巴松管的專利權，這種金屬巴松管被稱為“薩克斯體系巴松管”。
- 1855年巴黎的特里博特和馬索利應用波姆指鍵體系製作出三十鍵的巴松管，後被稱為“波姆體系巴松管”。
- 1974年中國北京管樂器廠，對巴松管進行重大改革，將原有的38個鍵子中的24個進行變型鑄造，改變了13個鍵子的聯動關係，使原來的13個顫音指法得到改善[1]。

## 構造與特點
低音管的音域從B♭1開始，向上延伸三個半八度，一般來說可到C5，但更高的音(E5以上)較難吹奏，需要好的技術和適合的簧片，也很少被使用到。管弦樂團和管樂團的記譜通常不高於C5或D5，如春之祭開頭的獨奏最高音到D5。
低音管使用低音譜號和次中音譜號，都是採用實音記譜法。
外形
低音管大多採用楓木製造，一般來說，楓木的密度較高，聲音共鳴佳，且對龜裂的抵抗較強。樂器總長為254公分，呈U型，因此站高為134公分。它可拆成六個部分，分別為：揚音管（Bell）、本管（Long Joint / Bass Joint）、底管（Boot）、側管（Wing Joint / Tenor Joint）、吹口管（Bocal/Crook）、簧片（Reed）。揚音管的設計朝上，每一節的管身粗細都不同。按鍵是依照貝姆系統設計，但因為體積稍大，不是完全依照貝姆系統。
簧片
低音管的簧片是採用蘆葦製作而成，長度大約為5.5公分。除了初學者，大部分的低音管演奏家都是自行製作符合自己喜好的簧片。從一開始的竹筒，經過六個步驟：分割、刨削、仿型、塑形、定型、成形，再藉由一次次的調整，達到演奏者的需求。現在已有塑膠材質的簧片，優點是不受天氣變化的影響，但大多數演奏者還是喜歡蘆葦簧片的聲音。
吹口管
吹口管的尾部包有軟木，直徑較大，連接著側管。它的長度、厚度、彎度與音準、音色息息相關。世界通用的表記方法是使用數字0、1、2、3、4，數字越大，管身越長，音越低。以1號和2號管最為常用，大約是A=442Hz。
吹口管的類型可以由於生產公司的標準不同而不同。以德國黑格爾（Heckel）系統為例，管身標有字母，N指由德國軟銀製成，CC指軟音合金，Z指硬度德國銀，G指黃銅，S為高純度首飾銀，AU指黃金。不同材質的吹口管吹奏出不同的音質，如銅質吹口管發出的音色比較純凈、柔和，適合演奏室內樂，而金、銀材質的音色則較明朗穿透，適合獨奏或交響樂團中使用。

### 家族樂器
倍低音管（Contrabassoon）是木管樂器中，音域最低的樂器，實際音高比記譜音低一個八度。因為體型巨大，在樂器的底部裝有金屬腳棒支撐管體，並和銅管樂器一樣，裝有排水鍵，能將積存在樂器內的唾液排走。它的簧片比低音管的大，長度約為6.5~7.5公分。指法部分，低音與低音管大致相同，中高音域則和低音管所用的指法有所出入，其中一個原因是各指孔間的隔距比較遠。在交響樂團中，需要一位獨立的倍低音管演奏家，例如演奏現代作品、馬勒、理查史特勞斯、蕭斯塔科維奇。

## 著名作品

### 獨奏作品
巴洛克時期
- 泰勒曼，F小調低音管奏鳴曲
- 韋瓦第，低音管協奏曲（RV 466–504）

古典時期
- 巴赫，B♭大調低音管協奏曲、E♭大調低音管協奏曲》
- 丹齊，G小調低音管協奏曲、C大調低音管協奏曲、兩首F大調低音管協奏曲
- 胡梅爾，F大調低音管大協奏曲
- 莫扎特，B♭大調低音管協奏曲（KV 191）

浪漫時期
- 費迪南德·大衛，低音管協奏曲（作品12）
- 聖桑，G小調低音管協奏曲（作品168）
- 韋伯，E♭大調《行板與匈牙利迴旋曲》（作品35）、F大調低音管協奏曲（作品75）

20世紀
- 亨德密特，低音管奏鳴曲（1938年）

### 管弦樂片段
如同其它各種類樂器，職業管弦樂團對低音管演奏員的招考亦有其標準，要求應試者必須對主要的管弦樂曲目有所掌握。這方面的參考用書籍／樂譜包括：美國Belwin-Mills出版集團的《低音管片段選粹》，彼得斯出版社的《樂團徵試選段》等（詳參考文獻節）。

## 著名演奏家
- 塞爾吉奧·阿佐利尼
- 沃洛·阿帕斯基（烏克蘭語：Volodymyr Apatsky）
- 羅傑·伯恩斯汀哥（英语：Roger Birnstingl）
- 卡倫·博爾查（英语：Karen Borca）
- 比爾·道格拉斯（英语：Bill Douglas (musician)）
- 卡倫·紀勤（英语：Karen Geoghegan）
- 保羅·漢森（英语：Paul Hanson）
- 本傑明·卡明斯（英语：Benjamin Kamins）
- 馬丁·庫斯克曼（英语：Martin Kuuskmann）
- 朱迪思·勒克萊爾（英语：Judith LeClair）
- 塔里克·馬斯里（英语：Tariq Masri）
- 古斯塔沃·努涅斯（英语：Gustavo Núñez）
- 道格·歐斯特軋（英语：Doug Ostgard）
- 彼得·希克利（英语：Peter Schickele）
- 金·沃克（英语：Kim Walker (bassoonist)）
- 林登·沃茨（英语：Lyndon Watts）
- 克劳斯·图内曼

- Henry Tong 唐子峰 booboo

## 著名的低音管廠牌
- Heckel（英语：Wilhelm_Heckel_GmbH）
- Püchner
- Mönnig（英语：Oscar_Monnig）
- Schreiber（英语：Schreiber）
- Fox

## 外部連結
- 低音管介紹
- 互联网低音巴松管资源